# Burundi na Letních olympijských hrách 2008
Burundi se účastnilo Letní olympiády 2008 ve dvou sportech. V lehké atletice ho reprezentovali 2 zástupci a v plavání 1.